# Ostricourt
Ostricourt ist eine französische Kleinstadt mit 6.014 Einwohnern (Stand: 1. Januar 2022) im Département Nord in der Region Hauts-de-France. Sie gehört zum Arrondissement Lille und zum Kanton Annœullin.

## Geografie
Ostricourt liegt im Zentrum des Nordfranzösischen Kohlereviers an der Grenze zum Département Pas-de-Calais, etwa zwölf Kilometer nördlich von Douai und 25 Kilometer südlich von Lille. Umgeben wird Ostricourt von den Nachbargemeinden Wahagnies im Norden, Thumeries im Nordosten, Leforest im Südosten, Évin-Malmaison im Süden, Dourges im Südwesten und Oignies im Westen. 

## Geschichte
1115 übertrug der Bischof von Arras, Robert, Ostricourt an das Kapitel von Sainte-Amé von Douai.
Ab dem 19. Jahrhundert wurden in Ostricourt Kohlenflöze abgebaut. An die bis in die 1970er Jahre andauernde Steinkohleförderung erinnern noch die ehemaligen Bergarbeitersiedlungen Cité Cornuault, Cité du Bois Dion, Cité du Forêtet, Cité du Calvaire und Cité du Court Digeau sowie eine alte kreisrunde Abraumhalde, die fast 70 Meter über die Umgebung aufragt.

### Einwohnerentwicklung
| Jahr                       | 1962 | 1968 | 1975  | 1982 | 1990 | 1999 | 2011 | 2020 |
| Einwohner                  | 7316 | 7388 | 69821 | 6165 | 6064 | 5412 | 5244 | 5644 |
| Quellen: Cassini und INSEE |      |      |       |      |      |      |      |      |

## Sehenswürdigkeiten

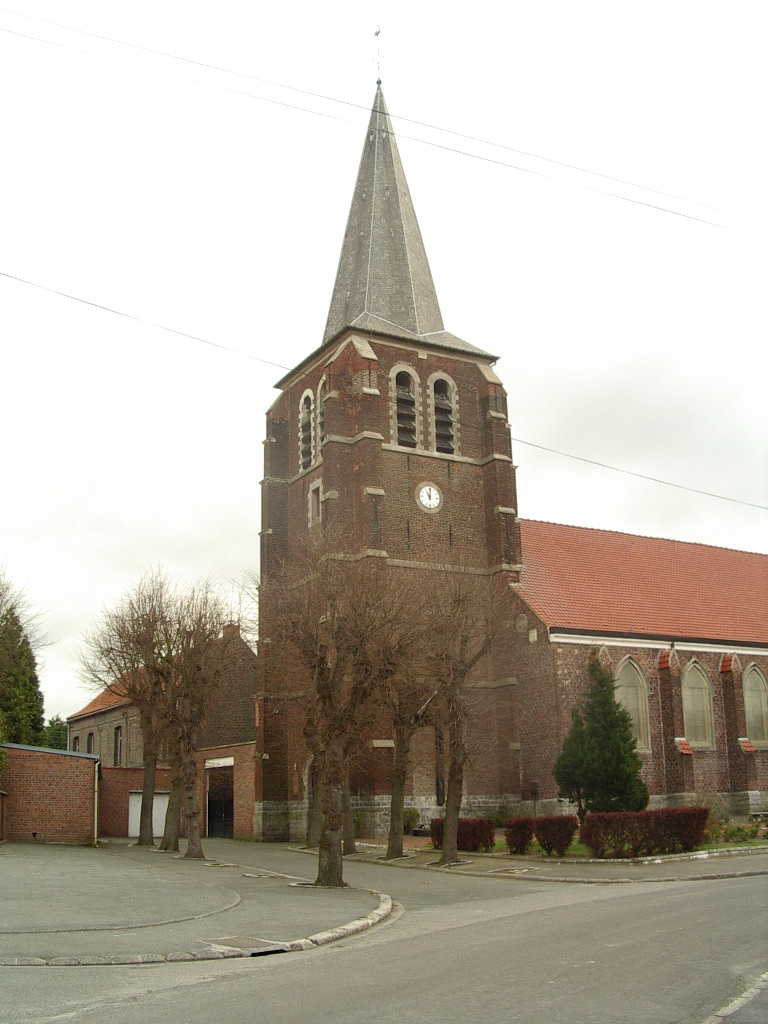
Kirche Saint-Vaast
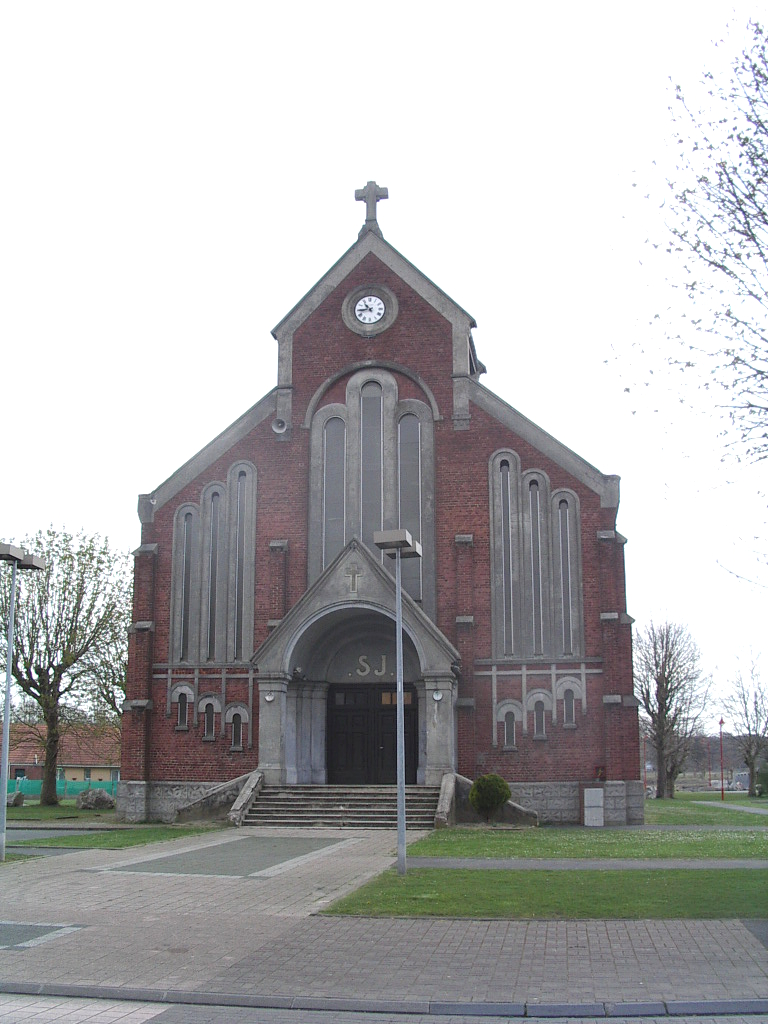
Kirche Saint-Jacques
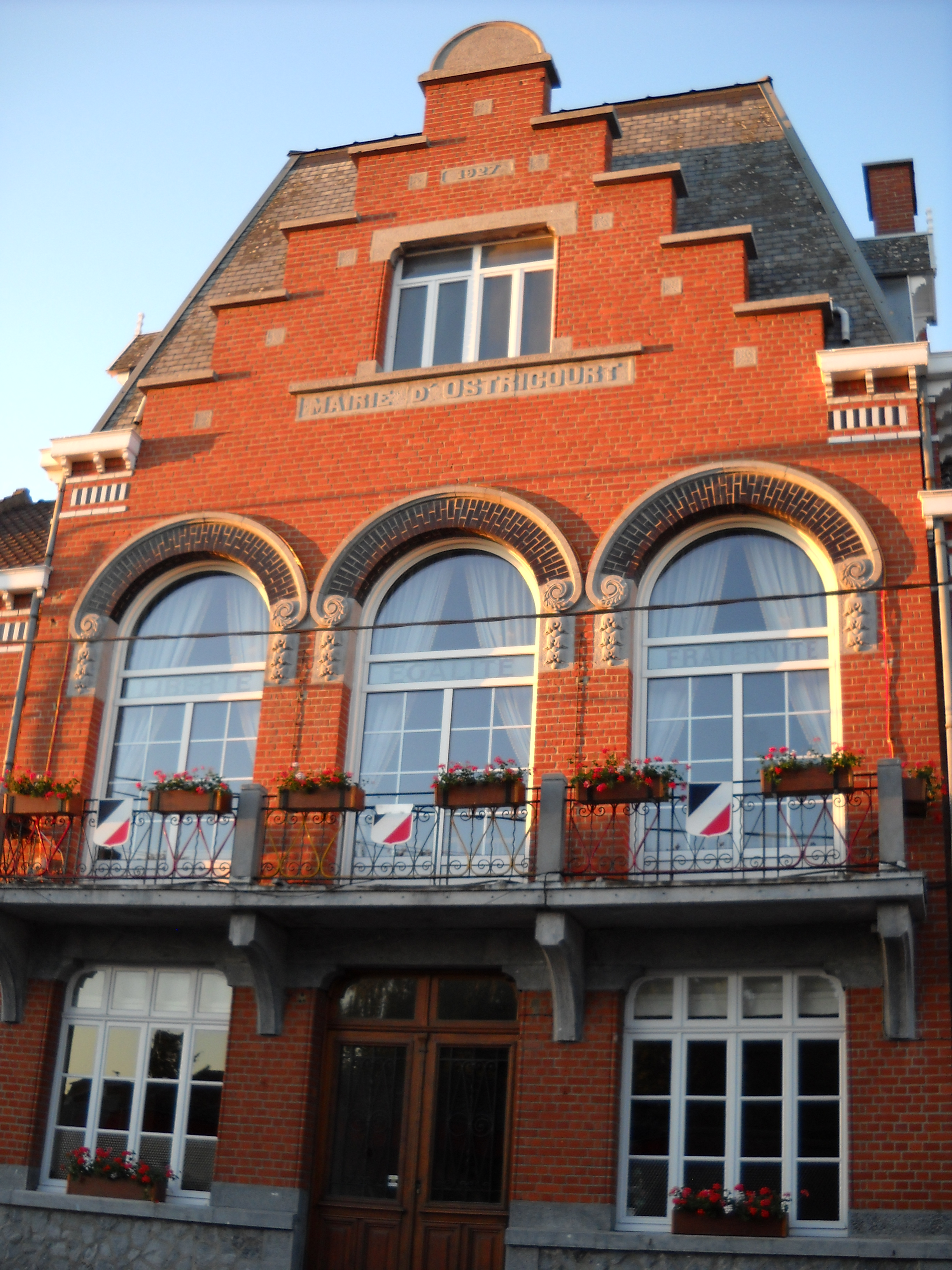
Rathaus (mairie)
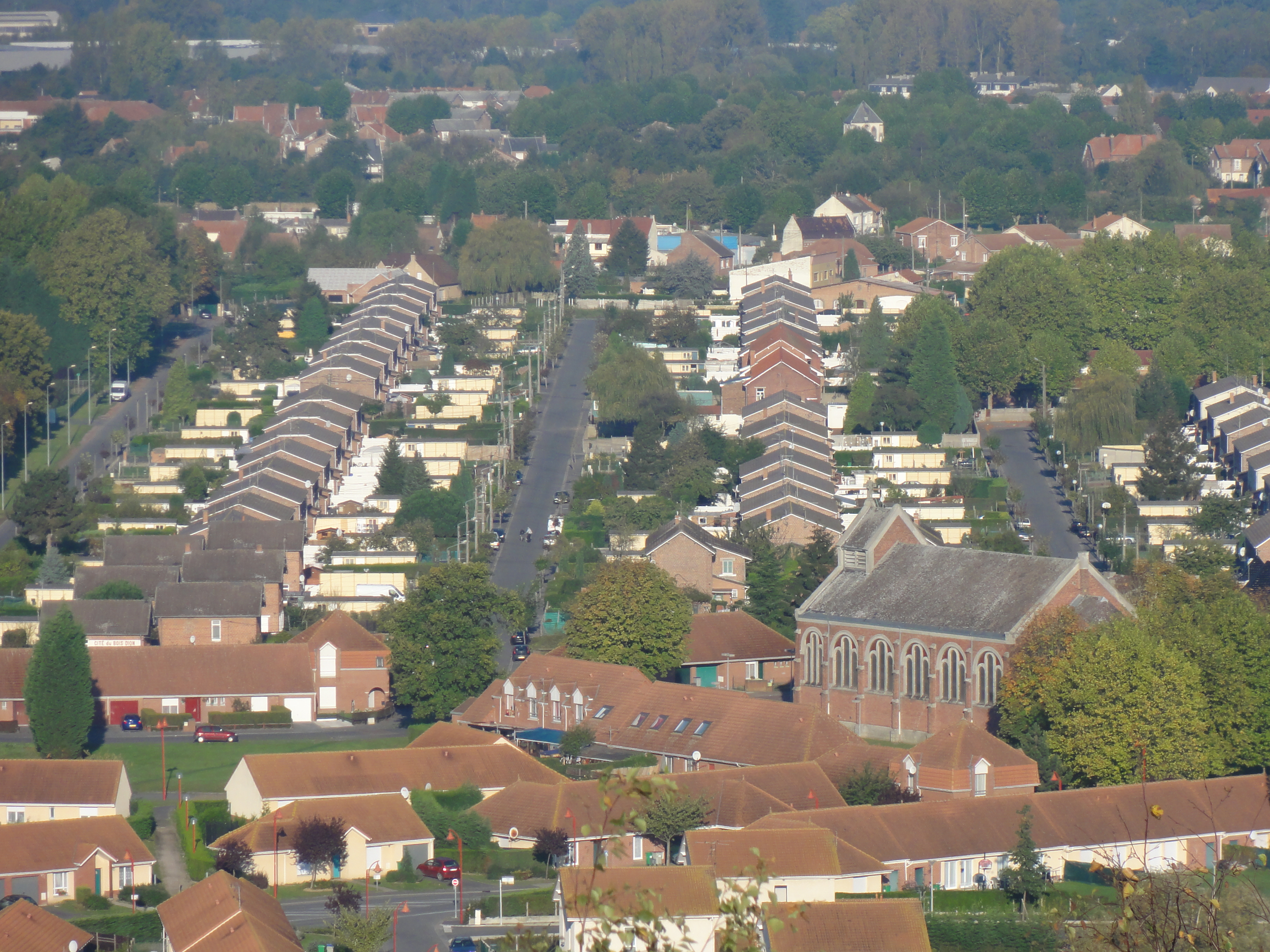
Bergarbeiterhaus
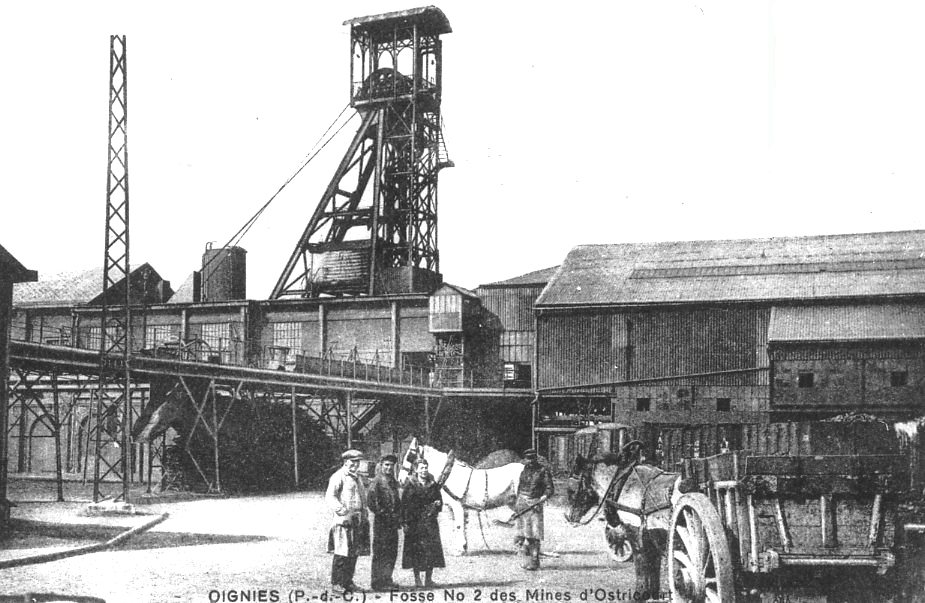
Zeche in Ostricourt im Jahr 1910
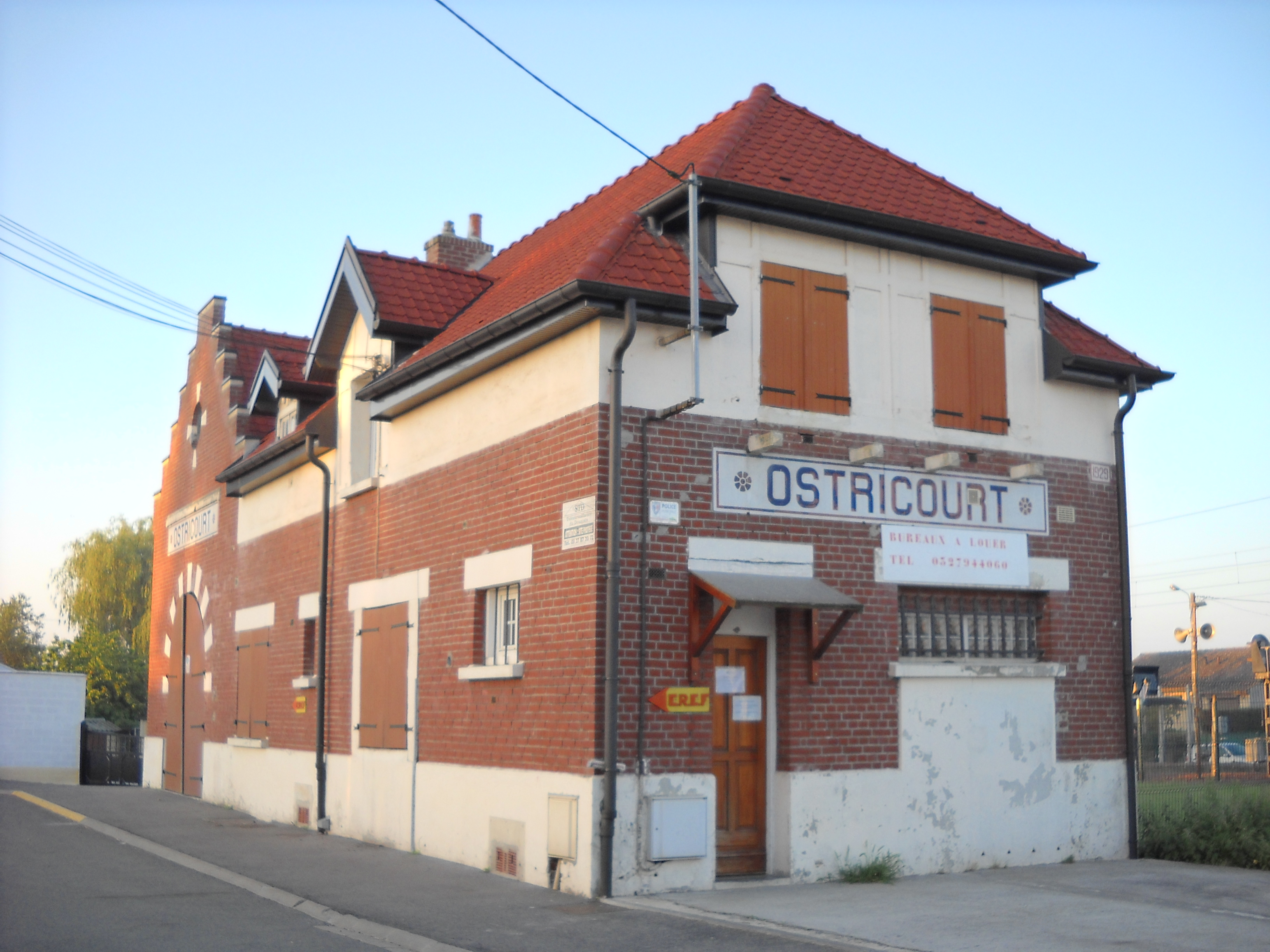
Bahnhof Ostricourt
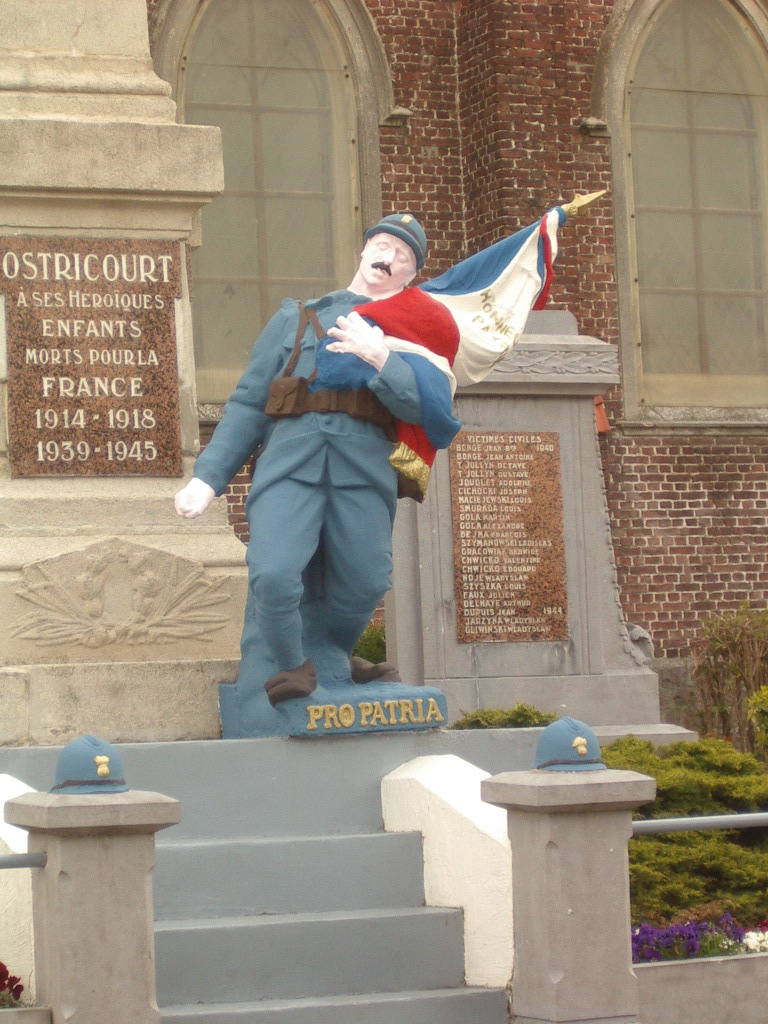
Gefallenendenkmal

- Wald von Offlarde

- Kirche Saint-Vaast
- Kirche Saint-Jacques
- Rathaus (mairie)
- Bergarbeiterhaus
- Zeche in Ostricourt im Jahr 1910
- Bahnhof Ostricourt
- Gefallenendenkmal

## Gemeindepartnerschaft
Mit der polnischen Gemeinde Międzychód in Großpolen besteht eine Partnerschaft.

## Persönlichkeiten
- Florian Desprez (1807–1895), Erzbischof von Toulouse, Kardinal